# Євгеній Єрменков
Євгеній Петков Єрменков (болг. Евгени Петков Ерменков; нар. 29 вересня 1949, Софія) – болгарський шахіст, у 2003 - 2010  роках представник Палестини, гросмейстер від 1977 року.

## Шахова кар'єра
У 1970-1980-х роках належав до числа найкращих болгарських шахістів. П'ять разів (1973, 1975, 1976, 1979, 1986) ставав чемпіоном своєї країни. Між 1978 і 1992 роками п'ять разів брав участь у шахових олімпіадах, здобувши 1990 року бронзову медаль в особистому заліку на 3-й шахівниці. Крім того, чотири рази (у 1977-1989 роках) представляв Болгарію на командних першостях Європи. 1985 року єдиний раз в кар'єрі взяв участь у міжзональному турнірі (відбіркового циклу чемпіонату світу), посівши в Тунісі 15-те місце.
Неодноразово брав участь у міжнародних турнірах, досягнувши успіхів, зокрема, в таких містах, як: Новий Сад (1976, поділив 2-ге місце), Перник (1976, поділив 3-тє місце), Врнячка-Баня (1977, поділив 2-ге місце і 1979, посів 2-ге місце), Пампорово (1977, посів 2-ге місце), Албена (1977, поділив 1-ше місце і 1979, посів 1-ше місце), Аліканте (1978, поділив 2-ге місце), Пловдив (1978, поділив 1-ше місце), Стара Загора (1979, поділив 2-ге місце), Смедеревська Паланка (1981, поділив 2-ге місце), Пампорово (1982, поділив 2-ге місце), Варна (1986, поділив 1-ше місце), Дірен (1990, поділив 1-ше місце), Суботиця (2002, посів 3-тє місце), Стамбул (2002, чемпіонат балканських країн, посів 2-ге місце позаду Хрістоса Банікаса), Бейрут (2004, посів 1-ше місце), Бока-Чика (2004, поділив 1-ше місце), Імперія (2005, поділив 1-ше місце) і Кальвія (2006, посів 2-ге місце).
У 2004-2008 роках на олімпіадах тричі виступив у складі Палестини, двічі вигравши медалі в особистому заліку на 1-й шахівниці: золоту (2004, за результат 10½ очок у 12 партіях) і срібну (2006, 8½ очок у 10 партіях). Такі хороші результати були викликані тим, що команда Палестини (у 2004 році посіла 101 місце, а у 2006-му - 124-те) зустрічалася з командами, які у своїх складах не мали шахістів гросмейстерського класу.
Найвищий рейтинг Ело в кар'єрі мав станом на 1 січня 1978 року, досягнувши 2520 очок ділив тоді 69-77-те місце в світовому рейтинг-листі ФІДЕ, одночасно займаючи 1-ше місце серед болгарських шахістів.

## Зміни рейтингу
| На цьому місці має відображатися графік чи діаграма, однак з технічних причин його відображення наразі вимкнено. Будь ласка, не видаляйте код, який викликає це повідомлення. Розробники вже працюють для того, щоби відновити штатне функціонування цього графіка або діаграми. | |
| | На цьому місці має відображатися графік чи діаграма, однак з технічних причин його відображення наразі вимкнено. Будь ласка, не видаляйте код, який викликає це повідомлення. Розробники вже працюють для того, щоби відновити штатне функціонування цього графіка або діаграми. |